# Redmi 9T
Redmi 9TはXiaomiが開発し、2021年2月2日に発表、2月5日に発売したAndroid搭載スマートフォンである。

## 概要
Xiaomiは2021年2月2日に行われたTwitterのライブ配信にて発表された「Redmi 9T」と、同時に発表されたソフトバンク向けの「Redmi Note 9T」を日本市場に投入することを発表し、同月2月5日に「Redmi 9T」を、同月2月26日に「Redmi Note 9T」を発売した。
価格は税込17,490円となっている。
OSは、Android 10をベースにしたMIUI 12が初期搭載された。
画面は6.53インチのドット・ドロップ・ディスプレイを採用しており、筐体側面に指紋認証センサーを搭載している。
背面カメラは4800万画素のメインカメラ、800万画素の超広角カメラ、200万画素のマクロカメラ、200万画素の深度センサーで構成される、AI 4眼カメラが搭載され、1080Pまたは720Pで最大30fpsの動画撮影が可能になっている。
前面カメラには、800万画素のフロントカメラが搭載されている。
USB Type-Cを充電・通信ポートに採用するほか、3.5mmイヤホンジャックや赤外線通信機能を備えている。
バッテリー容量は6,000mAhの大容量バッテリーが搭載されており、最大18Wの急速充電に対応している。
無線通信は、モバイルデータ通信において、デュアルSIMに対応し、このほかWi-Fi 5とBluetooth 5.0に対応する。
SIMカードのサイズは、nano-SIMである。
【出典】
- シャオミ新製品発表会「日本のスマートフォン市場を“再定義”したい」 2つのスマートフォンと2つのスマートウォッチ、ネットワークカメラを発表[2]
- シャオミ、1.7万円のSIMフリースマホ「Redmi 9T」を発売――クアッドカメラで6000mAhバッテリーを搭載[3]

## デザイン

### カラーバリエーション
カラーはオーシャングリーン、カーボングレーの2色を展開している。
| カラー | カラーネーム       |
| ------ | ------------------ |
|        | オーシャングリーン |
|        | カーボングレー     |

## 技術仕様

### 本体
- 高さ：162.3 mm
- 幅：77.3 mm
- 厚さ：9.6 mm
- 重量：198 g

### RAM/ROM
- RAM：4GB
- ROM：UFS2.1 64GB/UFS2.2 128GB
- 外部ストレージ：microSDXC 最大512GB

### 無線通信

#### SIM
デュアルSIM（nano-SIM）対応〔eSIM非対応〕

#### 対応周波数
- 2G（GSM）：2/3/5/8
- 3G（W-CDMA）：1/2/4/5/6/8/19
- 4G LTE（FDD）：1/2/3/4/5/7/8/18/19/20/26/28
- 4G LTE（TDD）：38/40/41（2545-2650MHz）

4G対応周波数において、日本の通信事業者大手4キャリア（docomo, au, SoftBank, 楽天モバイル）の主要バンド（Band1/3/8/18/19/26）はすべてカバーしている。

#### Wi-Fi / 近距離無線通信
- Wi-Fi 5（IEEE802.11a/b/g/n/ac）2.4GHz/5GHz
- Bluetooth 5.0

#### 測位システム
GPS/A-GPS | GLONASS | BeiDou | Galileo

### メディア

#### オーディオ
- デュアルスピーカー
- 3.5mmイヤホンジャック
- ハイレゾオーディオ認証

#### センサー
近接センサー, 周囲光センサー, 加速度センサー, 電子コンパス, 振動モーター, 赤外線ブラスター

#### 同梱物
- 〔SIMフリー版〕 保護ケース（試供品）, SIM取り出しツール（試供品）, クイックスタートガイド, 保証に関するお知らせ
- 〔ソフトバンク版〕

SIM取り出し用ピン（試供品）, ソフトケース（試供品）, クイックスタート, お願いとご注意